# ATP Challenger Aguascalientes
Das ATP Challenger Aguascalientes (offiziell: Aguascalientes Open) war ein Tennisturnier, das 2006, 2011 sowie 2022 in Aguascalientes stattfand. Es gehörte zur ATP Challenger Tour und wurde im Freien auf Sand gespielt.

## Liste der Sieger

### Einzel
| Jahr                         | Sieger                | Finalgegner         | Ergebnis      |
| ---------------------------- | --------------------- | ------------------- | ------------- |
| 2022                         | Marc-Andrea Hüsler    | Juan Pablo Ficovich | 6:4, 4:6, 6:3 |
| 2012–2021: nicht ausgetragen |                       |                     |               |
| 2011                         | Juan Sebastián Cabal  | Robert Farah        | 6:4, 7:63     |
| 2007–2010: nicht ausgetragen |                       |                     |               |
| 2006                         | Juan Martín del Potro | Sergio Roitman      | 3:6, 6:4, 6:3 |

### Doppel
| Jahr                         | Sieger                                         | Finalgegner                           | Ergebnis         |
| ---------------------------- | ---------------------------------------------- | ------------------------------------- | ---------------- |
| 2022                         | Nicolás Barrientos Miguel Ángel Reyes Varela   | Gonçalo Oliveira Divij Sharan         | 7:5, 6:3         |
| 2012–2021: nicht ausgetragen |                                                |                                       |                  |
| 2011                         | Daniel Garza Santiago González                 | Júlio César Campozano Víctor Estrella | 6:4, 5:7, [11:9] |
| 2007–2010: nicht ausgetragen |                                                |                                       |                  |
| 2006                         | Juan Martín del Potro Martín Vassallo Argüello | Héctor Almada Víctor Romero           | 7:5, 7:5         |